# アダム・マルシッチ
アダム・マルシッチ（Adam Marušić、1992年10月17日 - ）は、セルビア（旧ユーゴスラビア）・ベオグラード出身のサッカー選手。SSラツィオ所属。ポジションはDFおよびMF。モンテネグロ代表。

## 経歴
セルビアのFKヴォジュドヴァツでプロデビュー。2014年にベルギーのKVコルトレイクへ移籍し2シーズンで71試合10得点を記録。その後同リーグのKVオーステンデへ移籍した。
2017年7月1日、SSラツィオへ5年契約で完全移籍。

## 個人成績

### 代表
試合数
- 国際Aマッチ 54試合 3得点（2015年 - ）

| モンテネグロ代表 | 国際Aマッチ | 国際Aマッチ |
| 年               | 出場        | 得点        |
| ---------------- | ----------- | ----------- |
| 2015             | 7           | 0           |
| 2016             | 6           | 0           |
| 2017             | 5           | 0           |
| 2018             | 7           | 0           |
| 2019             | 8           | 0           |
| 2020             | 4           | 0           |
| 2021             | 7           | 2           |
| 2022             | 8           | 1           |
| 2023             | 2           | 0           |
| 通算             | 54          | 3           |

## タイトル
ラツィオ
- スーペルコッパ・イタリアーナ：2017
- コッパ・イタリア：2018-19